# Olympische Sommerspiele 1952/Leichtathletik – 3000 m Hindernis (Männer)
Der 3000-Meter-Hindernislauf der Männer bei den Olympischen Spielen 1952 in Helsinki wurde am 23. und 25. Juli 1952 im Olympiastadion in Helsinki ausgetragen. 35 Athleten nahmen teil.
Olympiasieger wurde der US-Amerikaner Horace Ashenfelter. Er gewann vor Wladimir Kasanzew aus der Sowjetunion und dem Briten John Disley.

## Rekorde / Bestleistungen

### Bestehende Rekorde / Bestleistungen
| Weltbestleistung   | 8:48,8 min | Wladimir Kasanzew ( Sowjetunion) | Moskau, Sowjetunion               | 10. Juli 1951  |
| Olympischer Rekord | 9:03,8 min | Volmari Iso-Hollo ( Finnland)    | Finale OS Berlin, Deutsches Reich | 8. August 1936 |

Anmerkung zum Weltrekord:

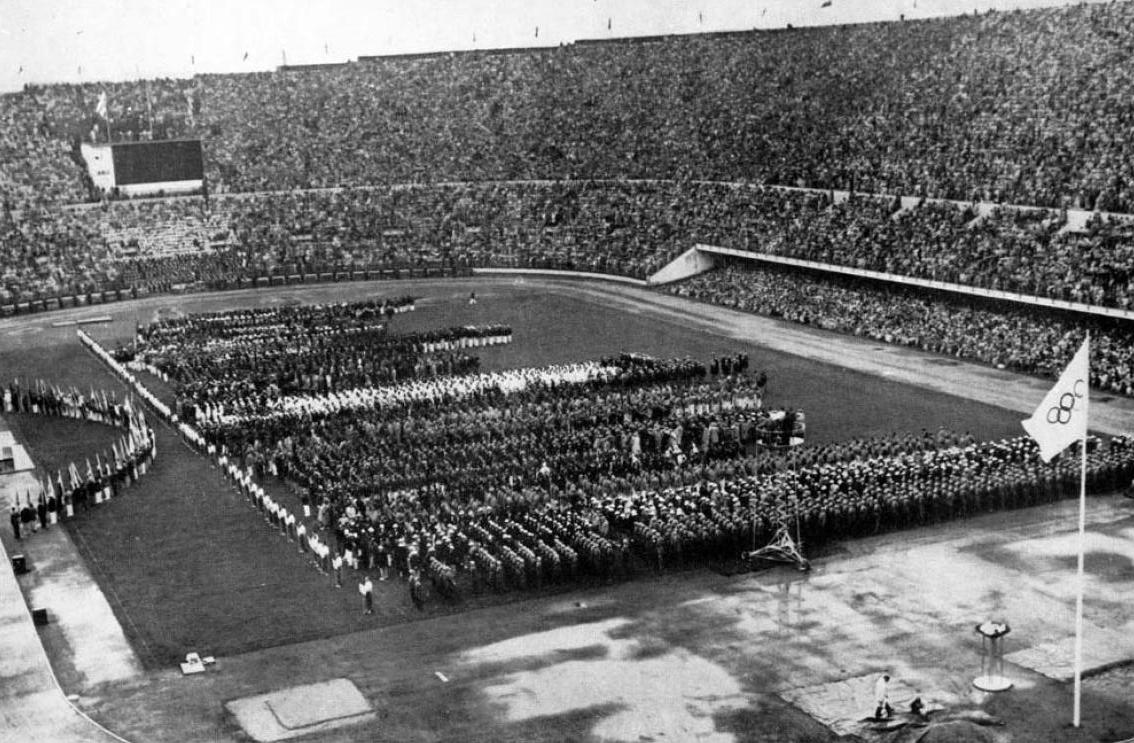
Eröffnungsfeier bei den Olympischen Spielen in Helsinki

Die Internationale Leichtathletik-Föderation IAAF legte erst 1953 Einzelheiten zur Anzahl, Reihenfolge und Beschaffenheit der Hindernisse fest und führte erst von da an eine offizielle Weltrekordliste.

### Rekord- / Bestleistungsverbesserungen
Der bestehende olympische Rekord wurde insgesamt dreimal verbessert, die letzte Verbesserung stellte gleichzeitig eine neue Weltbestleistung dar.
- 8:58,0 min – Wladimir Kasanzew (Sowjetunion), erster Vorlauf
- 8:51,0 min – Horace Ashenfelter (USA), dritter Vorlauf
- 8:45,3 min – Horace Ashenfelter (USA), Finale

## Durchführung des Wettbewerbs
Die Läufer traten am 23. Juli zu drei Vorläufen an. Die jeweils vier besten Athleten – hellblau unterlegt – qualifizierten sich für das Finale am 25. Juli.

## Zeitplan
- 23. Juli, 16.35 Uhr: Vorläufe
- 25. Juli, 16.20 Uhr: Finale[2]

## Vorläufe
Datum: 23. Juli 1952, ab 16:35 Uhr

### Vorlauf 1
| Platz | Name               | Nation           | Offizielle Zeit handgestoppt | Inoffizielle Zeit elektronisch |
| ----- | ------------------ | ---------------- | ---------------------------- | ------------------------------ |
| 1     | Wladimir Kasanzew  | Sowjetunion      | 8:58,0 min OR                | 8:58,17 min                    |
| 2     | Günter Heßelmann   | BR Deutschland   | 9:05,0 min                   | 9:05,93 min                    |
| 3     | Gunnar Tjörnebo    | Schweden         | 9:05,4 min                   | 9:05,59 min                    |
| 4     | Cahit Önel         | Türkei           | 9:06,0 min                   | 9:06,02 min                    |
| 5     | Jindřich Roudný    | Tschechoslowakei | 9:06,4 min                   | 9:06,92 min                    |
| 6     | Kauko Lusenius     | Finnland         | 9:26,8 min                   | k. A.                          |
| 7     | Kenneth Johnson    | Großbritannien   | 9:27,0 min                   | k. A.                          |
| 8     | Drago Štritof      | Jugoslawien      | 9:28,0 min                   | k. A.                          |
| 9     | Victor Firea       | Rumänien         | 9:29,2 min                   | k. A.                          |
| 10    | Guillermo Solá     | Chile            | 9:32,2 min                   | k. A.                          |
| 11    | Pierre Prat        | Frankreich       | 9:32,8 min                   | k. A.                          |
| 12    | Gulzara Singh Mann | Indien           | 9:48,6 min                   | k. A.                          |
| DNF   | Bill Ashenfelter   | USA              |                              |                                |

### Vorlauf 2
| Platz | Name               | Nation         | Offizielle Zeit handgestoppt | Inoffizielle Zeit elektronisch |
| ----- | ------------------ | -------------- | ---------------------------- | ------------------------------ |
| 1     | John Disley        | Großbritannien | 8:59,4 min                   | 8:59,59 min                    |
| 2     | Olavi Rinteenpää   | Finnland       | 8:59,4 min                   | 8:59,71 min                    |
| 3     | József Apró        | Ungarn         | 9:00,4 min                   | 9:00,60 min                    |
| 4     | Helmut Gude        | BR Deutschland | 9:04,2 min                   | 9:04,74 min                    |
| 5     | Fjodor Marulin     | Sowjetunion    | 9:08,4 min                   | 9:08,73 min                    |
| 6     | Ali Baghbanbashi   | Iran           | 9:13,2 min                   | 9:13,43 min                    |
| 7     | Jan Kielas         | Polen          | 9:15,4 min                   | 9:15,62 min                    |
| 8     | André Lebrun       | Frankreich     | 9:17,8 min                   | k. A.                          |
| 9     | Susumu Takahashi   | Japan          | 9:21,6 min                   | k. A.                          |
| 10    | Božidar Ðurašković | Jugoslawien    | 9:23,2 min                   | k. A.                          |
| 11    | Eric Nilsson       | Schweden       | 9:25,0 min                   | k. A.                          |
| 12    | Browning Ross      | USA            | 9:44,0 min                   | k. A.                          |
| DNS   | Augusto Robles     | Guatemala      |                              |                                |

### Vorlauf 3
| Platz | Name                   | Nation         | Offizielle Zeit handgestoppt | Inoffizielle Zeit elektronisch |
| ----- | ---------------------- | -------------- | ---------------------------- | ------------------------------ |
| 1     | Horace Ashenfelter     | USA            | 8:51,0 min OR                | 8:51,17 min                    |
| 2     | Michail Saltykow       | Sowjetunion    | 8:55,8 min                   | 8:56,05 min                    |
| 3     | Curt Söderberg         | Schweden       | 9:02,4 min                   | 9:02,30 min                    |
| 4     | Chris Brasher          | Großbritannien | 9:03,2 min                   | 9:03,18 min                    |
| 5     | Urho Julin             | Finnland       | 9:09,4 min                   | 9:09,54 min                    |
| 6     | László Jeszenszky      | Ungarn         | 9:11,2 min                   | 9:11,10 min                    |
| 7     | André Paris            | Frankreich     | 9:30,0 min                   | k. A.                          |
| 8     | Robert Schoonjans      | Belgien        | 9:30,6 min                   | k. A.                          |
| 9     | Petar Šegedin          | Jugoslawien    | 9:40,2 min                   | k. A.                          |
| DNF   | Víctorio Solares       | Guatemala      |                              |                                |
| DNS   | Vasilios Mavrapostolos | Griechenland   |                              |                                |
| DNS   | Martin Stokken         | Norwegen       |                              |                                |
| DNS   | Osman Coşgül           | Türkei         |                              |                                |

## Finale

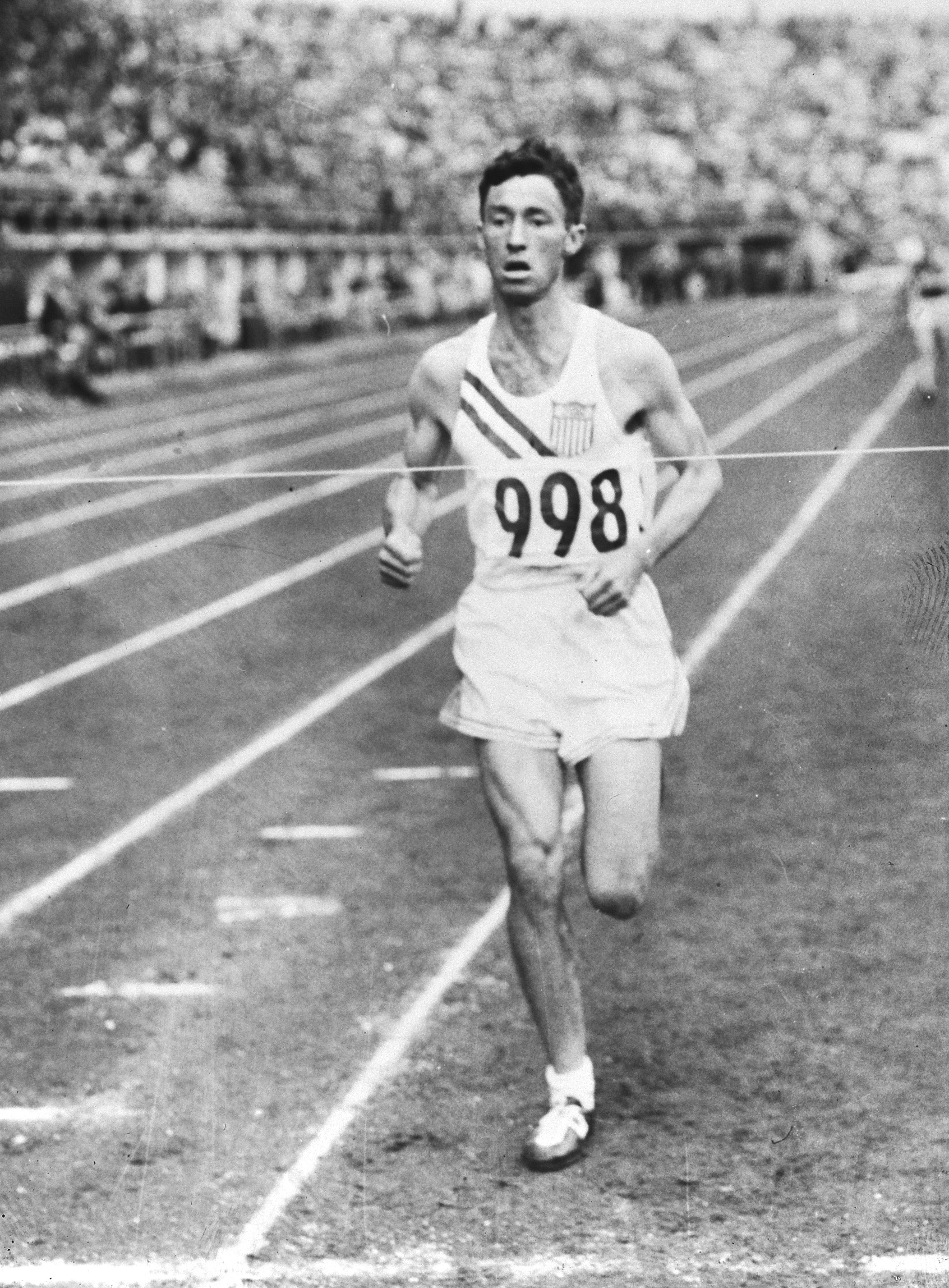
Überraschungssieger Horace Ashenfelter
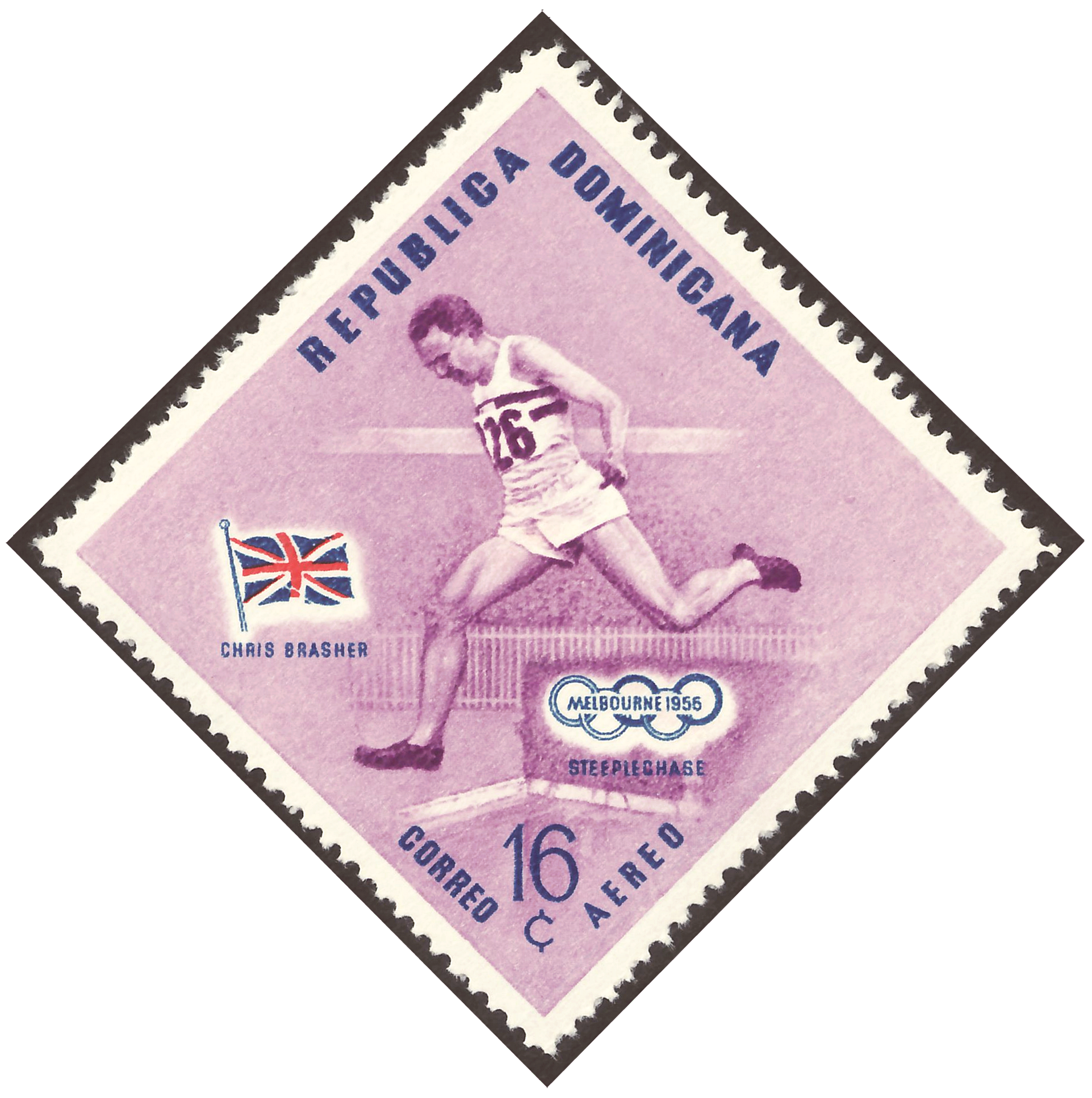
Der elftplatzierte Chris Brasher auf einer Briefmarke der Dominikanischen Republik

Datum: 25. Juli 1952, 16:20 Uhr
| Platz | Name               | Nation         | Offizielle Zeit handgestoppt | Inoffizielle Zeit elektronisch |
| ----- | ------------------ | -------------- | ---------------------------- | ------------------------------ |
| 1     | Horace Ashenfelter | USA            | 8:45,4 min WBL/OR            | 8:45,68 min                    |
| 2     | Wladimir Kasanzew  | Sowjetunion    | 8:51,6 min                   | 8:51,52 min                    |
| 3     | John Disley        | Großbritannien | 8:51,8 min                   | 8:51,94 min                    |
| 4     | Olavi Rinteenpää   | Finnland       | 8:55,2 min                   | 8:55,60 min                    |
| 5     | Curt Söderberg     | Schweden       | 8:55,6 min                   | 8:55,87 min                    |
| 6     | Günter Heßelmann   | BR Deutschland | 8:55,8 min                   | 8:55,98 min                    |
| 7     | Michail Saltykow   | Sowjetunion    | 8:56,2 min                   | 8:56,47 min                    |
| 8     | Helmut Gude        | BR Deutschland | 9:01,4 min                   | 9:01,36 min                    |
| 9     | József Apró        | Ungarn         | 9:04,2 min                   | 9:04,30 min                    |
| 10    | Cahit Önel         | Türkei         | 9:04,4 min                   | 9:04,73 min                    |
| 11    | Chris Brasher      | Großbritannien | 9:14,0 min                   | k. A.                          |
| 12    | Gunnar Tjörnebo    | Schweden       | 10:26,4 min                  | k. A.                          |

Im Finale war der sowjetische Inhaber der Weltbestzeit, Wladimir Kasanzew, der Favorit. Den US-Amerikaner Horace Ashenfelter nahm vor diesem Finale niemand so richtig ernst, obwohl er im Vorlauf Kasanzews gerade aufgestellten olympischen Rekord verbessert hatte und nicht weit von der Weltbestzeit geblieben war.
Gleich nach dem Start übernahm Michail Saltykow die Spitze und setzte sich nach kurzer Zeit einige Meter vom Feld ab. Die Durchgangszeit für 1000 Meter lautete 2:50 Minuten. Bald schloss Ashenfelter auf und übernahm nun seinerseits die Führung. Die 2000 Meter wurden in 5:47 min durchlaufen. Saltykow musste nun abreißen lassen, Kasanzew hatte als einziger noch Tuchfühlung mit Ashenfelter. Am letzten Wassergraben zog Ashenfelter unwiderstehlich das Tempo an und kam mit deutlichem Vorsprung vor Kasanzew ins Ziel. Die Siegerzeit war um ca. drei Sekunden schneller als Kasanzews Weltbestzeit. Der Brite John Disley lief zur Bronzemedaille und kam dabei dem Silbermedaillengewinner noch gefährlich nahe, während Saltykow entkräftet bis auf Platz sieben zurückfiel.
Horace Ashenfelter gewann die erste Goldmedaille für die USA in dieser Disziplin.

Wladimir Kasanzew errang die erste sowjetische Medaille über 3000 Meter Hindernis.

## Video
- Olympic Games Helsinki 1952, 3000m Steeple-Chase, youtube.com, abgerufen am 26. September 2017
- OLYMPIC GAMES - 1952, Bereich: 1:50 min bis 2:11 min, youtube.com, abgerufen am 2. August 2021